# 関屋敏子
関屋 敏子（せきや としこ、1904年（明治37年）3月12日 - 1941年11月23日）は、日本の声楽家（ソプラノ）、作曲家である。旧字の關屋が使われる時がある。

## 人物・来歴
1904年3月12日、実業家の父・関屋祐之介、母・愛子の娘として東京府東京市小石川区（現在の東京都文京区）に生まれる。父方の家系は二本松藩の御殿医であり、母方の祖父はフランス系アメリカ人外交官チャールズ・ルジャンドル、母方の祖母は池田絲である。伯父は十五世市村羽左衛門であり、日本の古典にも精通していた。敏子の育った家は敷地2000坪あり、祖父のルジャンドルが購入したものだった。従兄は第11代宮内次官や第16代静岡県知事を務めた関屋貞三郎。
4歳のころから琴や舞踊、長唄に親しみ、旧制・東京女子高等師範学校附属小学校（現在のお茶の水女子大学附属小学校）に入学、1912年（明治45年）、同校の3年生の時、皇后御前演奏（のちの昭憲皇太后に対する御前演奏）に独唱者として立ち、『春が来た』、『富士の山』を歌う。続いて三浦環に師事、1914年（大正3年）、初めての発表会を行い、アントニオ・ロッティ作曲の『美しい唇よ、せめてもう一度』をイタリア語で独唱し、翌朝の『都新聞』に「天才音楽少女」と報道された。三浦の推薦により、イタリア人テノール歌手のアドルフォ・サルコリに声楽を学ぶ。1921年（大正10年）、満17歳で東京音楽学校声楽科（現在の東京藝術大学音楽学部声楽科）に入学するが、同校の主流はドイツ系であり、イタリア系声楽を学んだ敏子は異端視され、中途退学してサルコリに再び師事する。
作曲を小松耕輔に学び、1925年に丸の内報知講堂で初リサイタルを行ないデビュー。

### 留学
1928年、イタリアに留学、ボローニャ大学から日本人初のディプロマ（特別卒業証書）を取得。元スカラ座のソプラノロジーナ・ストルキオらの指導を経て、オーディション合格、ミラノスカラ座入団。スカラ座引越し公演の際、ダル・モンテが風邪で出演不能となった時、バルセロナのリセオ大劇場で代役を演じ、ヨーロッパにその名を知らしめプリマドンナとして活躍、ドイツやアメリカからも主演の出演要請を受け、各地を回った。

### 帰国
1929年、帰国。
1930年『椿姫』で藤原義江と共演、10月1日、帝国キネマ演芸が、敏子を主演、鈴木重吉監督で製作したイーストフォン式トーキー映画『子守唄』を公開する。

### 渡欧米
1931年再度欧米に渡る。ボローニャでベルリーニ『夢遊病の女』のアミーナを演じる。自作の日本歌曲なども紹介、1933年パリで自作オペラ『お夏狂乱』を発表する。ニューヨーク、ロンドン、ベルリンなどでも活躍。ベルリンでは貴志康一が監督したウーファ社製作ドイツ映画　短編映画『鏡』のフランス語版に出演している。

### 帰国
1934年帰国、『お夏狂乱』を歌舞伎座で日本初演する。1935年（昭和10年）、2作目のオペラ『二人葛葉』を東京の軍人会館で初演。1937年（昭和12年）、農林省に務める柳生五郎（1897 - ?）と結婚するが、4年未満で離婚した。夫の五郎は剣術の柳生流の一族である大和柳生藩十三代藩主・柳生俊益の息子で、関屋家の入り婿となったが、敏子の引退を望むなど、関屋家と齟齬が生まれ離縁となった。
1941年（昭和16年）11月23日未明、自宅で睡眠薬により自殺した（当時の新聞では縊死とされている）。満37歳没（数え年38歳）。自殺の原因として離婚、うつ病、作曲の行き詰まり、声の衰えなどいろいろと取りざたされた。ゾルゲ事件の関係者との説は、ゾルゲを検挙した赤城長五郎が渡部悌二に語ったとされることからきているが、敏子の妹の野口喜美子はこれを否定している。敏子は作曲した『野いばら』の楽譜の裏表紙に遺書を遺していた。
墓所は横浜市鶴見区鶴見二丁目の曹洞宗大本山總持寺である。1987年7月21日、ビクターエンタテインメントは敏子の音源をデジタル化、『関屋敏子イン・デジタル - 宵待草』をCDとしてリリースした。

## おもな創作
すべて作曲である。
- 『お夏狂乱』 : オペラ、初演1933年（昭和8年） - 自作・主演
- 『野いばら』 : 歌曲
- 『浜唄』 : 歌曲
- 『二人葛葉』：オペラ、初演1935年（昭和10年） - 自作・主演
- 『巴御前』 : オペラ、1941年（昭和16年） - 絶筆

## おもなディスコグラフィ
- 『莟の花』 : ニットーレコード
- 『マリアマリ』 : ニットーレコード
- 『江戸子守唄』 : ニットーレコード
- 『さんざ時雨』 : ニットーレコード
- 『フニクリ・フニクラ』 : ニットーレコード
- 『野いばら』 : ニットーレコード
- 『からたちの花』 : コロムビアレコード
- 『ニーナの死』 : ビクターレコード
- 『四葉のクローバー』 : ビクターレコード
- 『故郷の廃家』 : ビクターレコード
- 『ラ・パロマ』 : ビクターレコード

## フィルモグラフィ
日本映画への出演は『子守唄』1作のみである。
- 『子守唄』 : 監督鈴木重吉、原作・脚本川口松太郎、編曲・指揮伴奏松本四良 - 主演・小野みち子役
- 『鏡』 : 監督貴志康一（ウーファ製作ドイツ映画・フランス語版のみ出演）

## 註
1. 1 2 3 4 5 6 7  関屋敏子、『講談社 日本人名大辞典』、講談社、コトバンク、2010年3月5日閲覧。
2. 1 2 3 4 5 6 7 8 9 10 11 12 13 14 15 16 17 18  関屋敏子、二本松市、2010年3月7日閲覧。
3. 1 2 3 4 5  畑中良輔 (2013年2月28日). 日本歌曲をめぐる人々. 音楽之友社
4. 1 2 3 4 5 6  『日本人歌手ここに在り!: 海外に雄飛した歌い手の先人たち』p75 第4章「歌聖にしてベビーちゃん　関屋敏子」江本弘志著、文芸社, 2005
5. 1 2  子守唄、日本映画データベース、2010年3月7日閲覧。
6. ↑  作曲に悩んでの自殺と判明（『朝日新聞』昭和16年11月日夕刊）『昭和ニュース辞30典第7巻 昭和14年-昭和16年』p321 昭和ニュース事典編纂委員会 毎日コミュニケーションズ刊 1994年
7. ↑  関屋敏子、日本映画データベース、2010年3月7日閲覧。